# سیارک ۴۷۰۵
سیارک ۴۷۰۵ (به انگلیسی: 4705 Secchi، نامگذاری:1988CK) چهار هزار و هفتصد و پنجمین سیارک کشف شده‌است که در ۱۳ فوریه ۱۹۸۸ کشف شد.
قدر مطلق سیارک برابر ۱۳٫۴۰ است.